# Carex comosa
Carex comosa är en halvgräsart som beskrevs av Francis M.B. Boott. Carex comosa ingår i släktet starrar, och familjen halvgräs. Inga underarter finns listade i Catalogue of Life.